# 스스마촌
스스마촌(須々万村)은 야마구치현 쓰노군에 있된 촌이다. 

## 역사
- 1889년 4월 1일 - 정촌제 시행에 의해 2촌의 구역을 가지고 성립하였다.
- 1954년 11월 1일 - 나카쓰촌, 나가호촌과 합병해 쓰노정이 성립, 동일 스스마촌은 폐지되었다.

## 참고문헌
- 角川日本地名大辞典 35 山口県